# 戈萊紐夫縣

53°33′N 14°49′E / 53.550°N 14.817°E
戈萊紐夫縣（波蘭語：Powiat goleniowski），是波蘭的縣份，位於該國西北部，由西波美拉尼亞省負責管轄，首府設於戈萊紐夫，面積1,617平方公里，2006年人口78,738，人口密度每平方公里49人。